# 中国人民解放军陆军合成第六十八旅
合成第六十八旅（英語：68th Combined Arms Brigade），又称“铁锤子团”，是中国人民解放军陆军第七十八集团军下辖的一个重型合成旅，驻地黑龙江省齐齐哈尔市。

## 历史概述
该旅最早编制可追溯至1934年成立的红军鄂东北独立团，后编入国民革命军新编第四军作战序列。1945年，以新四军第二师第六旅第十六团等部为部队组建新四军第七师第十九旅（旅部即合成第六十八旅旅部前身）
1941年11月，新四军第二师第十六团在与国民党桂系部队交战中成功阻击之，被新四军第二师总部授予“铁锤子团”战旗。后十六团改编为第七十三师第二一七团，六十八师第二〇二团。一直以来都是本师的主力团。1952年9月，该部编入第二十三军入朝作战，参加金城战役，期间23军为积极配合东线主要方向的进攻，决心对美军实施较大规模的反击作战，并在反复争夺中大量歼灭敌人，确定以67师对石岘洞北山，73师对281.2高地的两无名高地同时发起反击。16军32师接替69师防务，6月25日交防完毕后，69师移防伊川东北之梧花洞地区集结待命。7月6日夜，67师发起了石岘洞北山战斗，73师对281.2高地的两无名高地战斗，均取得胜利。
1969年，珍宝岛冲突期间，陆军第七十三师二一七团一营一个加强排在营长冷鹏飞的带领下强行登上珍宝岛与苏联边防军对峙，最终发生交火，冷鹏飞在指挥战斗时负伤，后由公司亮子边防站站长孙玉国接替指挥，成功击退了入侵的苏军。该部也是冷战期间唯一一个与资本主义阵营领导者美国与共产主义阵营领导者苏联均发生过战斗与交火的部队。
1998年，六十八师以二〇二团为核心，缩编为旅。2017年改为重型合成旅，为现有编制。

## 沿革
参考资料：
| 部隊番號                 | 使用時期                |
| ------------------------ | ----------------------- |
| 新四军第十九旅           | 1945年6月16日-1947年3月 |
| 华东野战军第十九师       | 1947年3月-1949年2月     |
| 中国人民解放军第七十三师 | 1949年2月-1960年1月     |
| 陆军第七十三师           | 1960年1月-1965年4月     |
| 黑龙江军区独立师         | 1965年4月-1968年2月     |
| 陆军第七十三师           | 1968年2月-1969年12月    |
| 陆军第六十八师           | 1969年12月-1985年10月   |
| 步兵第六十八师           | 1985年10月-2003年10月   |
| 步兵第六十八旅           | 2003年10月-2017年4月    |
| 合成第六十八旅           | 2017年4月至今           |

## 荣誉
- 红军团、铁锤子团：前步兵第六十八师第二〇二团[註 2]，中国工农红军的第一个鄂东北独立团

## 相关人物
- 于樹昌（1931-1953）：前志愿军第七十三师第二一八团通信连一班步谈机员。牺牲于金城战役，是电影《英雄儿女》中王成的原型之一
- 冷鹏飞（1933-）：前陆军第七十三师第二一七团一营营长，摩步第六十八师师长，少将军衔退役，八一勋章获得者。为珍宝岛战斗解放军前线指挥员
- 吴长富（1941-2017）：前步兵第六十八师师长，少将军衔退役。在1987年大兴安岭火灾扑火中人称“大胡子师长”[5]